# ŠK Elektroprivreda Nikšić
ŠK Elektroprivreda Nikšić – czarnogórski klub szachowy z siedzibą w Nikšiciu, sześciokrotny mistrz kraju.

## Historia
Klub został założony w rocznicę powstania Elektroprivredy Crne Gore, 19 sierpnia 1995 roku. Prezesem został Đorđo Milić. 9 kwietnia 1996 roku klub został oficjalnie zarejestrowany w Ministerstwie Sportu Republiki Czarnogóry. Zespół uczestniczył w rozgrywkach Prvej saveznej ligi SCG. Od 2006 roku zespół uczestniczył w rozgrywkach Premijer ligi Crne Gore. W inauguracyjnym sezonie tej ligi zdobył wicemistrzostwo Czarnogóry, podobnie w latach 2007–2008. Za każdym razem Elektroprivreda ulegała Budućnosti Podgorica. W 2009 roku klub zdobył pierwsze mistrzostwo Czarnogóry. W składzie drużyny znajdowali się wówczas m.in. Ivan Ivanišević, Dragan Šolak, Dragiša Blagojević, Milan Draško i Dragan Kosić. W 2010 roku klub obronił tytuł. W sezonie 2012 Elektroprivreda zdobyła trzecie mistrzostwo Czarnogóry. W 2016 roku szachiści klubu zdobyli wicemistrzostwo. Rok później klub zadebiutował w Pucharze Europy. Zespół wygrał wówczas jeden mecz, zremisował dwa i przegrał cztery i zajął 32. miejsce w klasyfikacji. W 2018 roku ponownie uzyskano wicemistrzostwo. W latach 2021–2022 i 2024 Elektroprivreda zdobywała tytuły mistrza kraju7.

## Arcymistrzowie w historii klubu
| - Dragiša Blagojević - Boban Bogosavljević - Michaił Briakin - Branko Damljanović - Milan Draško - Luka Drašković - Kirił Georgiew - Ołeksandr Gołoszczapow - Ivan Ivanišević - Denis Kadrić - Dragan Kosić - Aleksandar Kovačević | - Robert Markuš - Danilo Milanović - Jewhen Mirosznyczenko - Nikola Nestorović - Nebojša Nikčević - Nikita Pietrow - Siergiej Rublewski - Miodrag Savić - Nikola Sedlak - Dragan Šolak - Andrij Wołokitin |